# ورم الأرومة المتوسطة الكلوي
يُعد ورم الأرومة المتوسطة الكلوي الخلقي أشيع تنشؤات الكلية المشخصة في الأشهر الثلاثة الأولى من الحياة رغم ندرته، إذ يشكل 3-5% من مجموع تنشؤات الكلى في مرحلة الطفولة. لا يملك هذا التنشؤ خاصية الغزو عادةً، وهو قابل للاستئصال الجراحي، لكن هناك نمط سهل التشخيص يميل للخباثة وقد يسبب نقائل ورميةً مهددةً للحياة.
يعود أول ظهور لمصطلح ورم الأرومة المتوسطة الكلوي إلى عام 1967، لكن الورم كان معروفًا قبل عقود باسم الورم العابي الكلوي الجنيني أو الورم العابي الكلوي العضلي الأملس.

## التظاهرات
يتظاهر ورم الأرومة المتوسطة الكلوي نموذجيًا (76% من الحالات) بكتلة بطنية تُكشف قبل الولادة باستخدام الأمواج فوق الصوتية أو الفحص السريري (84% من الحالات) عند الولادة أو في أول 3.8 سنوات من العمر (العمر الوسطي شهر تقريبًا). يميل التنشؤ قليلًا لإصابة الذكور. تشمل التظاهرات الملازمة للورم ارتفاع الضغط الشرياني (19% من الحالات) والاستسقاء السلوي (الذي يعني تراكم السائل السلوي في الكيس السلوي) (15%) والبيلة الدموية (11%) وارتفاع كلس الدم (4%) وارتفاع المستويات المصلية من إنزيم الرينين المفرز من الكلية الذي يحرض ارتفاع التوتر الشرياني (1%). ذُكرت الشذوذات الخلقية عند 11 مريضًا: 6 يعانون من تشوهات في السبيل البولي التناسلي، واثنان لديهما تشوهات في السبيل الهضمي، وواحد يعاني من استسقاء الرأس، وواحد من متلازمة بكوث ودمان. يصاب أغلب المرضى بمرض موضعي (دون نقائل). يكون المرض لدى أغلب المصابين في المرحلة الأولى والثانية عند تشخيصه (أي قبل مرحلة النقائل)، ويكون قلة منهم في المرحلة الثالثة (مرض متقدم موضعيًا أو مرتشح)، ولا يتظاهر المرضى عمليًا في المرحلة الرابعة (وجود نقائل) أو الخامسة (ورم ثنائي الجانب في كلا الكليتين). (راجع تصنيف سرطان الكلية).

## التشريح المرضي للورم
ورم الأرومة المتوسطة الكلوي الخلقي هو نمو ورمي خبيث في لحمة الكلية المتوسطة (خلايا النسيج الضام). يقدم الفحص النسيجي لهذه الأورام معلومات مهمةً عن إنذارها. يصنف هذا الفحص الورم إلى ثلاثة أنماط:
- الأول: النمط الكلاسيكي الذي يحدث في 39% من المرضى. يظهر نسيجه خلايا عضليةً مغزليةً متشابكةً تدل على فعالية الانقسام المنخفضة دون دليل على تشكل محفظة للورم أو الارتشاح في النسيج الكلوي الطبيعي أو الانحشار ضمنه.[1]
- الثاني: النمط الخلوي الذي يحدث في 42% من الحالات. يظهر الورم خلايا شبيهةً بالورم العفلي الليفي (الساركومة الليفية) الكثيف، ما يدل على فعالية انقسام مرتفعة، وارتشاح أقل في النسيج الكلوي الطبيعي وقطاعات متعددة من النزوف والكيسات.[1][3]
- الثالث: النمط المختلط الذي يحدث في ما يقارب 19% من الحالات. يظهر هذا النمط مزيجًا من النمطين الكلاسيكي والخلوي في مناطق مختلفة من التنشؤ.[1]

## المورثات
وجدت دراسة أُجريت عام 1998 أن نسج ورم الأرومة المتوسطة الكلوي المأخوذة من بعض المرضى تحوي طفرةً مكتسبةً تُدعى جين الاندماج إي تي في 6-إن تي آر ك 3 (ETV6-NTRK3). ينتج هذا الجين عن انتقال المادة الوراثية من الجين إي تي في 6 (ETV6) المتوضع على الذراع القصير (يُشار إليه بحرف بّي P) للكروموسوم 12 في الموقع بّي 13.2 (أي 12P13.2) إلى الجين إن تي آر ك 3 (NTRK3) المتوضع على الذراع الطويل (يُشار إليه بحرف كيو q) للكروموسوم 15 على الموقع كيو 13.2 (أي 15q25.3). يُكتب هذا الاندماج بين المورثتين ETV6-NTRK3 بالشكل t(12;15) (P13;Q25)، إذ ترتبط النهاية 5' للجين ETV6 بالنهاية 3' للجين NTRK3، وبالتالي يفقد البروتين الاندماجي الذي تشفره هذه المورثة فعالية عامل نسخ بروتين ETV6 بينما يملك إنزيم كيناز التيروزين الخاص ببروتين NTRK3 بشكله دائم الفعالية غير المنظم.
قد يؤدي أي حدث إلى النمو الخبيث للخلايا، لكن يبدو أن فعالية إنزيم كيناز التيروزين الخاص بالبروتين الاندماجي مسؤولة عن ذلك في أغلب الحالات. بناءً على عدد محدود من الدراسات الجينية (تشمل 65 مريضًا)، يبدو أن الجين الاندماجي ETV6-NTRK3 يوجد في أغلب الأنماط الخلوية وبعض الأنماط المختلطة، لكن يغيب في الأنماط الكلاسيكية من ورم الأرومة المتوسطة الكلوي. كشفت إحدى الدراسات الحديثة على 19 مريضًا وجود هذا الجين في جميع الأورام الخلوية (8 مرضى) و5 من 6 أورام مختلطة و0 من 5 أورام كلاسيكية. تقترح هذه النتائج أن التعبير عن هذا الجين المندمج قد يكون أشيع في ورم الأرومة المتوسطة الكلوي الخلوي والمختلط من التقديرات السابقة.
يحدث التثلث الصبغي (وهو مصطلح يعني وجود كروموسوم إضافي) في هذه التنشؤات أيضًا. يبدو أن تثلث الكروموسوم 11 أشيع تثلث صبغي يرافق هذا المرض، إذ كُشف في 7 من 13 حالةً مدروسةً جينيًا. وجدت تقارير حالة فردية تثلث الصبغي 8 في 9 حالات، والصبغي 17 في أربع حالات، والصبغي 20 في 4 حالات، والصبغي 10 في 3 حالات، والصبغي 18 في حالتين، والصبغي 2 في حالتين، والصبغي 9 في حالتين. لم يتضح بعد دور هذه التثلثات الصبغية في تطور ورم الأرومة المتوسطة الكلوي.